# Interatèrids
Els interatèrids (Interatheriidae) són una família extinta del subordre Typotheria, de l'ordre, també extint d'ungulats sud-americans notoungulats pertanyent als meridiungulats. Eren mamífers herbívors petits i visqueren des del Paleocè fins al Miocè.